# Discopodium
Discopodium es un género monotípico de plantas en la familia de las Solanáceas. Su única especie:  Discopodium penninervium, es nativa de África.

## Descripción
Es un arbusto que alcanza un tamaño de 1 a 2 m de altura o pequeño árbol de hasta 6 m de altura. La hojas son, por lo general,  ovales a elípticas, los márgenes enteros o doblados y arrugados. Las inflorescencias  en grupos de 5 a 10 flores, se encuentran en las axilas. La corola es de color amarillo verdoso de 8 a 10 mm de largo y de forma de campana a  forma de urna. Los frutos son bayas de color rojo, esféricos con un diámetro de 7 mm.  Los frutos contienen 14 a 20 semillas.

## Distribución
Se limita a los bosques de montaña del este, centro y occidente tropical de África, donde crecen en altitudes 2000-3000 metros.

## Taxonomía
Discopodium penninervium fue descrita por Christian Ferdinand Friedrich Hochstetter y publicado en Flora 27: 22, en el año 1844.
Sinonimia
- Discopodium eremanthum Chiov.
- Discopodium grandiflorum Cufod.
- Discopodium penninervium var. magnifolium Chiov.[2]